# Förhud
Förhuden (latin: preputium) är ett tillbakadragbart hudveck som täcker ollonet längst ut på penis. Förhuden skyddar den tunna och känsliga huden på ollonet. Ibland kan mannen ha svårt att dra ner förhuden över ollonet. Det kallas förhudsförträngning och åtgärdas med kortisonsalva eller genom en operation där man vidgar förhuden eller tar bort den helt (se omskärelse). 
Vid erektion blottas hos vissa individer ollonet helt, hos andra ingenting alls. En komplikation som kan inträffa om förhuden är för trång är balanit.
Den manliga förhuden är homolog med klitorishuvan hos kvinnan.

## Galleri

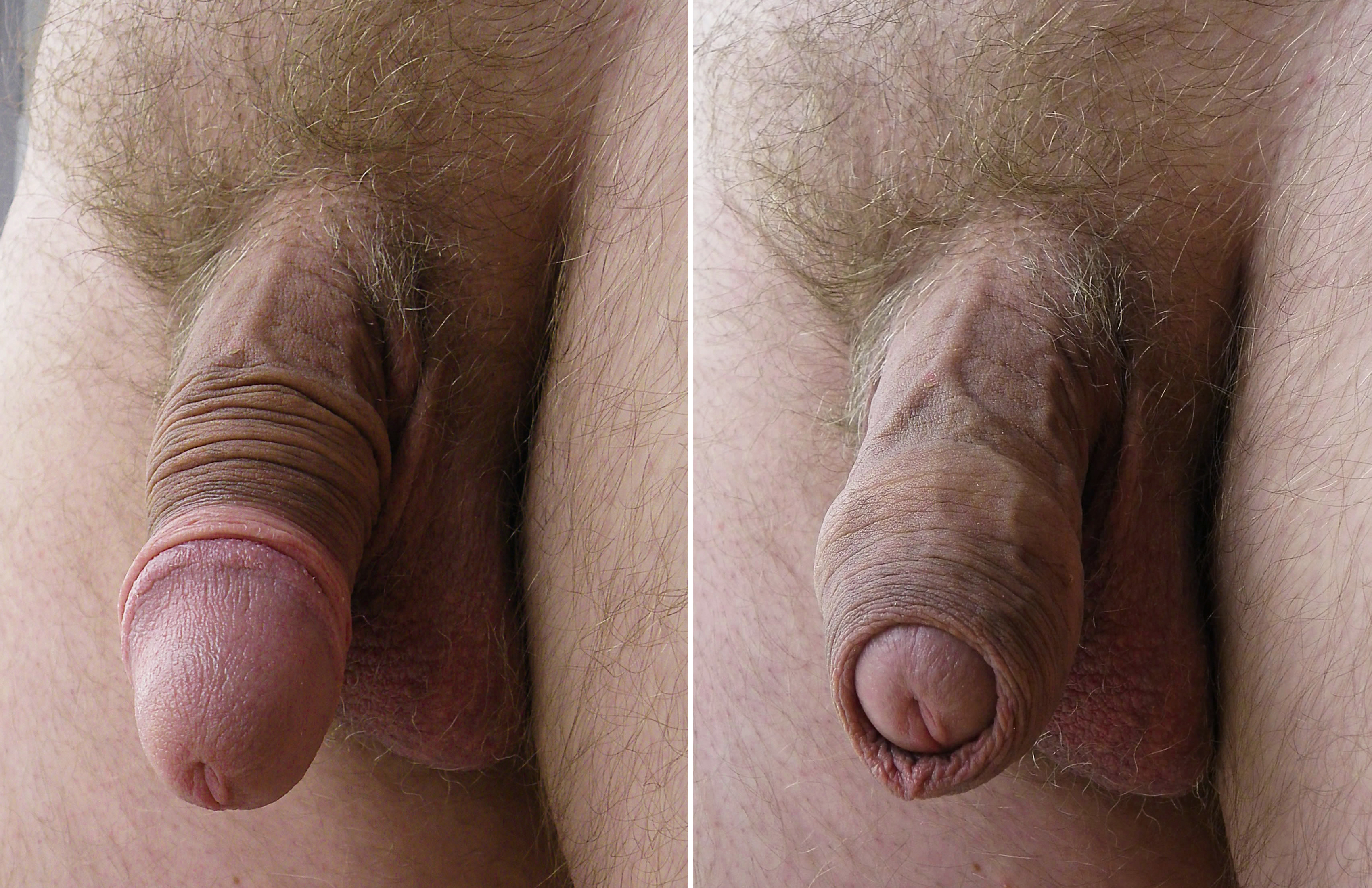
Penis med förhud.
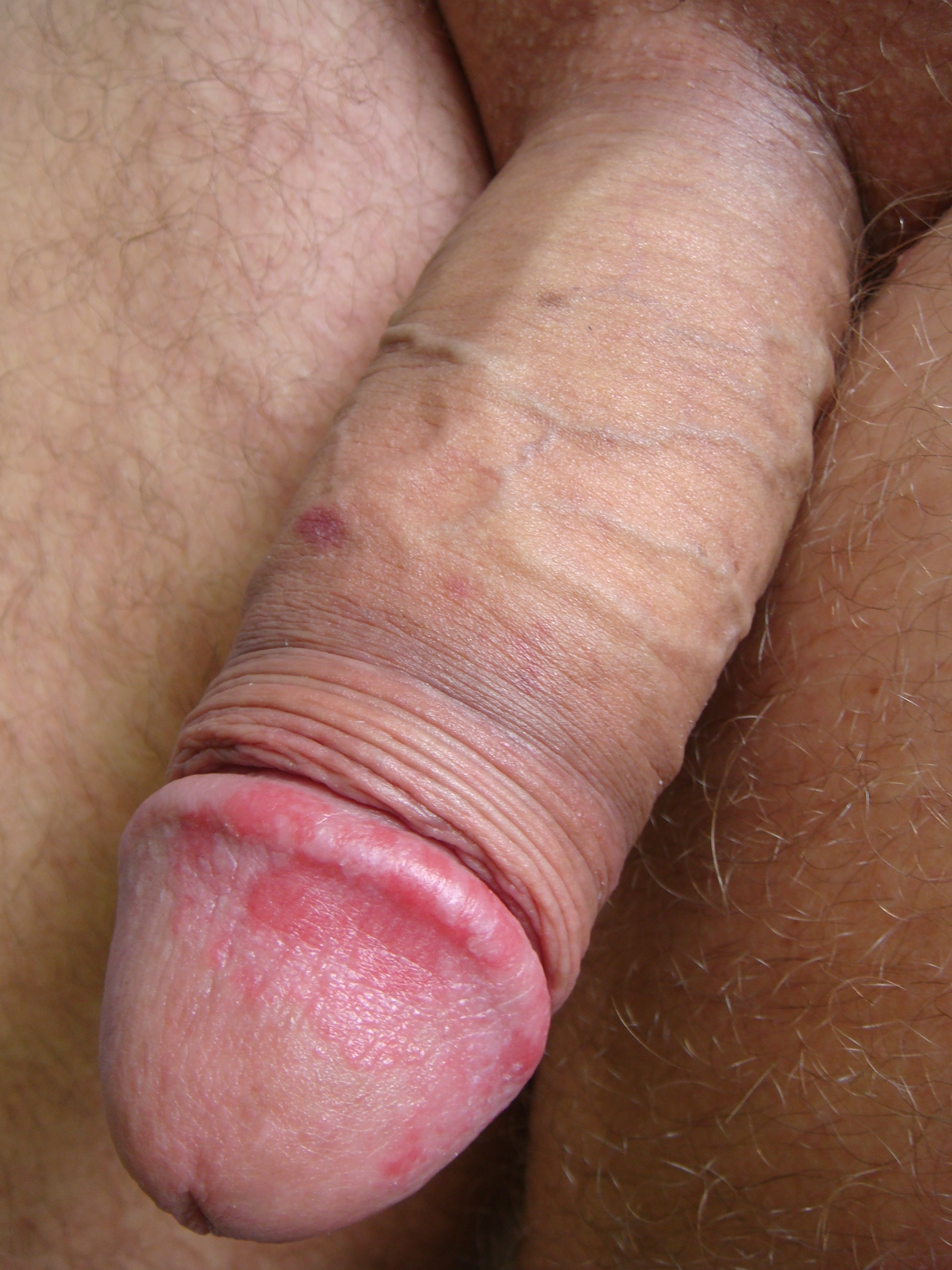
Exempel på balanit.